# Me and The Mob
Me and The Mob (br: Eu e a Mafia) é um filme estadunidense de 1994, do gênero comédia, dirigido por Donald Petrie.

## Sinopse
Procurando inspiração para um novo livro, escritor entra para a máfia e descobre que só sairá de lá dentro de um caixão.